# Semovente da 90/53
Semovente da 90/53 — італійська самохідна артилерійська установка (САУ) часів Другої світової війни, класу протитанкових САУ, середня по масі. Створена в 1942 році на базі середнього танка M14/41 для дій на Східноєвропейському театрі бойових дій.

## Історія
У 1941-42 роках на Східному фронті німецькі війська зіткнулися з радянськими танками Т-34 і КВ-1, що мали потужну броню. 47-мм гармата, встановлена на нечисленних італійських самоходках, які брали участь у боях в СРСР, була неефективна. Якщо у німців була протидія радянським машин у вигляді 88-мм зенітки Flak. 37, а також численних протитанкових самохідок, то їх союзникам італійцям, що мали куди більш мізерні сили в бронетехніці і артилерії треба було покладатися на власні сили. Робота над самохідним винищувачем танків почалася в 1942 році на підприємствах Ansaldo. Для спрощення виробництва італійці підійшли досить просто. На шасі новітнього тоді середнього танка M14/41 було встановлено дуже ефективна зенітна гармата Cannone da 90/53 зразка 1939 року калібру 90-мм, яка добре зарекомендувала себе в боях Північної Африки. Самохідна установка отримала позначення Semovente da 90/53. Довгу гармату було встановлено в задній частині шасі в напіввідкритій рубці, тому шасі довелося переробити, перемістивши двигун в середню частину і залишивши відділення управління в передній частині корпусу.
Створення самохідної установки затягнулося. Випробування перші зразки пройшли тільки в жовтні 1942 року. 10 кілограмовий снаряд мав початкову швидкість 840 метрів в секунду легко пробивав броню в 140 мм із 500 метрів. Поки йшло освоєння виробництва Semovente da 90/53, 8-а італійська армія зазнала під Сталінградом повного розгрому, а її вцілілі залишки повернулися в Італію навесні 1943 року і на Східний фронт 30 побудованих самохідок так і не потрапили. В Італії вони були зведені в 5 груп по 6 одиниць і приблизно 24 самохідки були перебазовані на Сицилію, де в липні 1943 року союзники висадилися. Деякі із самохідок були захоплені союзниками.
Після виходу Італії з війни залишилися 6 одиниць, які були захоплені німецькими військами, що окупували північ Італії і отримали позначення Gepanzerte Selbstfahrlafette mit 90/53 801(i). Вони були задіяні в боях проти союзників у 1944 році.
На сьогоднішній день відомо про єдиний вцілілий примірник Semovente da 90/53, який зараз знаходиться в музеї бронетехніки на полігоні в Абердіні в США.

## Стояла на озброєнні
- Королівство Італія
- Третій Рейх — 6 одиниць.